# Талер

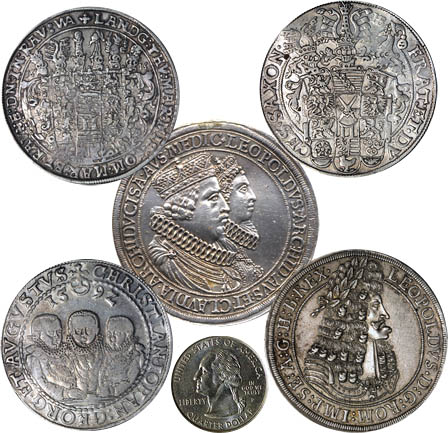
Зразки німецьких та австрійських талерів. Унизу в центрі для порівняння монета в ^{1}/_{4} долара США

Та́лер, також та́ляр (від нім. Thaler) — назва великої срібної монети вартістю в один золотий гульден, яка перебувала у грошовому обігу багатьох країн Європи в XVI—XIX ст. Протягом цього часу срібні монети типу талера залишались головною європейською торговою монетою, а також були скопійовані в багатьох інших країнах поза Європою. Маса монети початково дорівнювала 1 унції срібла (приблизно 30 грам). Від назви талер, зокрема, походить термін «долар» — назва сучасної валюти низки країн.

## Назви європейськими мовами
- Німецька — Thaler (талер);
- Нідерландська — daler (далер), згодом — daalder (даалдер);
- Данська, шведська і норвезька — daler (далер);
- Англійська — thaler (талер);
- Італійська та іспанська — talero (талеро),
- Португальська — dolera (долера);
- Чеська — tolar (толар);
- Словацька — taliar (таляр);
- Польська — talar (таляр);
- Словенська — tolar (толар);
- Білоруська — талер (талер);
- Угорська — tallér (таллер)

## Історичні передумови
З другої половини VIII століття майже єдиними срібними монетами в Західній Європі були місцеві аналоги каролінгського денарія, що з початкової ваги біля 1.7 г. до кінця XI століття перетворився на білонну монету, що містила іноді менше, ніж 0,5 г. срібла. З початком доби Хрестових походів європейці отримали доступ до близькосхідного срібла, і в XIII столітті в Європі з'явилась нова, значно більша срібна монета типу грош, що важила біля 4 г. срібла і на наступні 300 стала новим стандартом торгової срібної монети.
Після падіння останніх залишків держав хрестоносців на Близькому Сході в 1291 році та введення заборони вивезення некарбованого срібла з рудників Богемії на початку 1300-х років, в XIV—XV століттях в Європі відчувався великий брак срібла. З другої половини XIV ст. вага та проба срібних монет типу грош почала неухильно знижуватись, через що вони втрачали свою вартість відносно стабільних європейських золотих монет, таких як флорин, дукат або гульден. Протягом цього часу в Європі відбувались спроби карбувати більші срібні монети, ніж грош. У Візантії з 1367 року карбували срібний ставратон (8,5 г.), у Венеції з 1472 р. — ліру (6,18 г.), а в Мілані з 1474 р. — тестон (9,28 г.). Проте ці монети залишались значно дешевшими за золоті монети, а через обмежені обсяги місцевого карбування, вони не набули значного поширення і залишались переважно регіональними валютами.
З кінця XV століття розвиток гірничих технологій, відкриття в Європі нових родовищ срібла, а пізніше і великий потік срібла з іспанських колоній в Новому Світі дозволили подолати європейську срібну кризу XIV—XV століть і призвели до появи великих срібних монет, які раніше ніколи не карбувались і які в XVI—XIX століттях стали новим стандартом торгової монети в Європі.

## Німеччина

### Гульденгрош

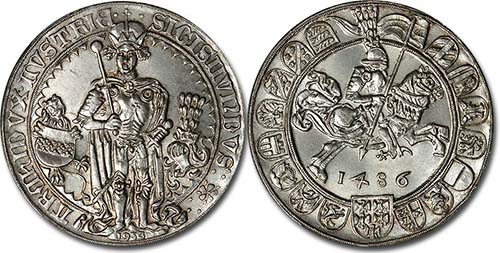
Сучасна репліка тірольського гульденгроша 1486 року

В 1484 році ерцгерцог Тіролю Сигізмунд (1439—1496) розпочав карбувати перші гульденгроші або гульдинери — великі срібні монети, які по вартості їх срібла дорівнювали ціні золотого гульдена. Незабаром схожий гульденгрош випустило місто Берн в Швейцарському созі. Маса монети початково дорівнювала 1 унції і становила 31,93 грама срібла 937,5-ї проби (29,93 г. чистого срібла). Перші гульденири карбувалися у невеликій кількості. Проте незабаром зростання виробництва срібла в Європі (Тіроль, Чехія, Саксонія), надходження великої кількості срібла з Нового Світу та вдосконалення техніки карбування призвело до появи значної кількості великих срібних монет типу гульденгроша.

### Саксонська адаптація гульдинерів до кельнської марки

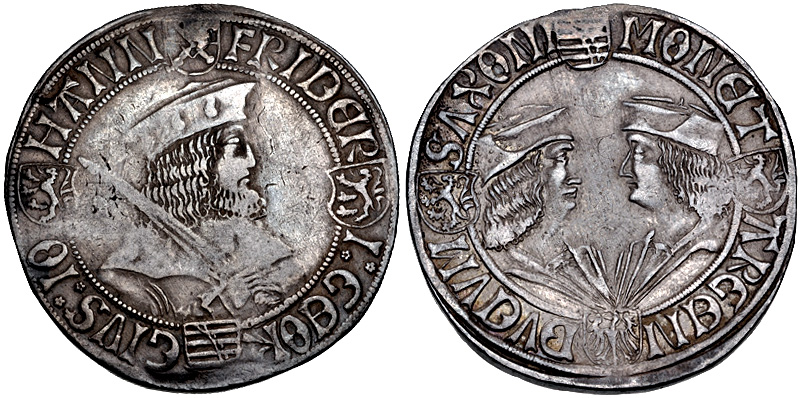
Гульденгрош курфюрста Саксонії Фрідріха III. 1500—1507 р (Аннаберг, 40 мм, 28.92 г.)

З 1500 року гудльденгроші почав карбувати монетний двір в Аннаберзі в Саксонії. Вміст срібла в тірольському гульденгроші був розрахований таким чином, щоб з однієї тірольської марки карбувати 8 монет. Але на відміну від Тіролю, в більшості іншої Німеччини стандартною розрахунковою одиницею для дорогоцінних металів була трохи легша кельнська марка. В саксонському гульденгроші вага монети була дещо зменшена з 31,93 г. до 29,23 г. срібла 937,5-ї проби, з чистим вмістом срібла 27,41 г. Це дало можливість викарбувати 8 гульденгрошів з однієї кельнської марки і отримати монету, зручну для обліку в більшій частині Німеччини. В Саксонії викарбували значно більшу кількість гульдинерів, ніж це робили їх попередники і це дозволило монеті стати популярній в торговому оберті, оскільки вона задовольняла попит економіки центральної Європи.

### Йоахимсталер

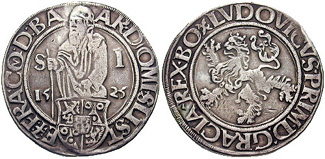
Йоахимсталер (1525)

У 1520 році граф Штефан Шлік започаткував у богемському місті Йоахимсталь (нім. Joachimsthal) широкомасштабне карбування срібних гульденгрошів за саксонським стандартом (27,41 г чистого срібла), які від місця карбування називали «йоахимсталер» (нім. Joachimsthaler), а згодом скорочено просто «талер» (нім. Thaler). До 1528 року було викарбувано біля 2,28 млн талерів, колосальна кількість, через яку монета набула надзвичайної популярності і її назва стала загальновживаною. За зразком талера розпочалася емісія монет в інших німецьких державах.

### Рейхсталер
У 1524 Карл V (1519-56) у місті Еслінгем запровадив монетний статут, згідно з яким основною ваговою одиницею срібла в Священній Римській імперії стала кельнська марка, з якої карбували 8 талерів. Маса одного талера становила 29,43 г. (27,41 г чистого срібла). Нова монета, що одержала назву рейхсталер (імперський талер), оцінювалася у 72 крейцери.

## Використання в інших країнах
Обіг талера в Німеччині тривав аж до 1907, а в окремих країнах ще далі. Назву «талер» зберегли у дещо зміненій формі грошові одиниці багатьох країн світу: у Голландії — «даальдер», у Скандинавських країнах — «далер», в Італії — «талеро», у англосаксонських — «долар». В деяких європейських країни великі срібні монети типу талера стали відомі під іншими назвами: в Іспанії — «песо», «піастр», у Франції — «екю», в Англії — «крона», в італійських державах — «скудо», В Московському царстві (згодом в Росії) йоахимсталер став відомий не по останній, як в інших країнах, а по першій частині своєї назви — «єфімок». Талери були популярними у грошовому обігу на українських землях у XVI—XVIII ст. Поширеними були талери Голландської республіки (левендальдер), Іспанських Нідерландів (альбертусталер), Священної Римської імперії (рейхсталер).

### Українські землі, Річ Посполита, Велике князівство Литовське
Перші польські талери були випущені на зразок чеських і німецьких у 1533 р. за наказом Сигізмунда І (1506—1548). Талери карбували на Торунському монетному дворі у невеликій кількості. Маса одного талера складала 27,266 г. Згодом талери вартістю 30 срібних грошів були випущені в 1540 р. у Великому князівстві Литовському. Монети — медалі типу талера із зображенням короля запровадив Сигізмунд ІІ Август (1545—1572). Регулярний випуск талерів запровадив у 1580 р. король Речі Посполитої Стефан Баторій (1576—1586). На талері 1580 р. карбування 149 зображено (на аверсі) корону та герби Польщі (орел) і Литви (вершник), на зворотному боці (реверсі) — Стефан Баторій із скіпетром у правій руці та дата — 1580. Саме з цього часу польські талери та їх фрагменти (півталери, орти, шостаки, трояки, півтораки, гроші, півгроші) називали «коронними». Коронні талери карбувалися у місті Олькуш, а литовські — у місті Вільно. Їх маса складала 28,5 г (24,3 г чистого срібла). За Сигізмунда ІІІ (1587—1632) крім звичайних «важких» (на українських землях їх ще називали «битими») талерів карбували також «легкі». На злотових «легких» талерах розміщували цифру «ХХХ», тобто 30 срібних грошів. 1 талер або 1 золотому або 30 грошам або 60 півгрошам. Ці монети на українському ринку називали ще «коповими». Їх маса складала близько 20 г, з яких лише 12,5 г було чистого срібла. «Важкі», «биті» талери масою 28,8 г (чистого срібла — 25,5 г) ще називали «імперськими» на зразок німецьких імперських талерів, випущених згідно статуту Карла V у місті Аугсбурзі в 1551 р. Згідно з ним було запроваджено талер масою 31,18 г (27,49 г чистого срібла), тобто з кельнської марки карбували 7,5 талерів. 1 талер або 72 крейцера. Пізніше, у 1559 р., в Аугсбурзі було введено для південно-західних земель Священної римської імперії, Чехії, Угорщини, Австрії легкий талер вагою 24,62 г (22,89 г чистого срібла), який дорівнював 60 крейцерів. Тобто ми бачимо, що талер традиційно в Південній Німеччині поділявся на крейцери, а в Північній Німеччині, Литві та Польщі — на гроші. З другої половини XVIII ст. маса і проба важких талерів почала зменшуватися, хоча понад два століття якість і маса талера в основному залишалася стабільною. Так, у 1528 р. талер на українському ринку коштував 30 польських грошів, у 1600 р. — 35–37 грошів, у 1611 р. — 40 грошів, у 1619 р. — 45 грошів, у 1622 р. –60 –120 грошів, у 1623—1627 рр. –75–96 грошів. В період 1628—1663 рр. вартість талера складала 90 грошів. 3 1663 р. курс талера зріс і складав 8 злотих або 240 мідних грошів Яна ІІ Казимира (1649—1668).
Дуже часто у скарбах та письмових джерелах XVII—XVIII ст. України зустрічаються гданські, злотові, левкові та крижові талери. Гданські талери карбувалися у місті Гданську починаючи із 1577 р. Їх вага складала 28 г. На аверсі талера зображено герб міста Гданська — корона, два хрести і два леви, на реверсі — постать Ісуса Христа із хрестом у руці. Якість цього талера була дещо нижча від німецького рейхсталера. Проба срібла у гданського талера складала 656,25, у рейхсталера — 888,99. Курс гданського талера на ринках Галичини складав 54 гроші, рейхсталера — 60 грошів12. Згадки про перші злотові талери — гульденталери, масою 24,82 (22,91 г чистого срібла) зустрічаються у Львівських братських книгах у 1560 р. Курс злотового талера в 1576—1588 рр. складав 30 грошів. В середині XVII ст. курс цього талера складав 3 польських злотих або 90 грошів. Тому на українському ринку ще побутувала назва «тризлотовий». У великій кількості злотовий талер був карбований за короля Яна ІІ Казимира у 1663—1666 рр., в тому числі і на Львівському монетному дворі. Ця грошова одиниця часто згадується у листах, наказах і Універсалах Б.Хмельницького. Так, 28 січня 1653 р. Хмельницький направив із Чигирина до київських міщан Універсал про їх звільнення від сплати 1 тис. злотих. На території України злотий прирівнювався до 20 срібних російських копійок. Про роль левкових талерів — левендальдерів, які спочатку карбували у Нідерландах, виразно говорить той факт, що переважна кількість талерної монети, виявленої у скарбових комплексах XVII ст. в Україні, поряд із альберстусталерами і патагонами Південних Нідерландів, представлені саме цією великою монетою. На нідерландських «левках», які вперше були відкарбовані у 1578 р., з одного боку було зображено крокуючого лева, а з іншого — воїна. Курс левендальдерів складав на Лівобережжі у другій половині XVII ст. 60 старих срібних литовських або 75 тогочасних польських грошів. В Галичині він коштував 80 грошів. Про ці легкі талери вагою близько 24 г є спогади в літописі С.Величка в описі майна фастівського полковника С.Палія: «151 таляров чотириста и шестнадцать и чвертка. Левов битих сорок и три…» та в десятках інших документів. Велика популярність левендальдерів в Європі привела до випуску подібних монет, які часто зустрічаються в українських скарбах XVII — першої половини XVIII ст., у ряді країн Європи: в князівствах Італії, графстві Рітберг у Вестфалії рітбергські «леви», випущені в обіг при Іоані IV (1640—1660) у 1660 р., були максимально подібні до зовнішнього вигляду оригіналів, але одночасно мали свої відмінності. Вони карбувалися офіційно, але насправді були не повноцінними монетами. Справа в тому, що рітбергські левки були срібними зовні, а в середині — мідними. Талер «крижовий», «крижак» — назва монет талерного типу (альбертусталерів), що теж часто вживалася в українських письмових джерелах XVII—XVIII ст. Цей термін походить від зображення на талері перехрещених палиць Геркулеса, що мали вигляд хреста. Він входив до групи тризлотових талерів. Дуже рідко в письмових та скарбових джерелах зустрічаються дані про користування в грошовому обігу України XVII ст. російськими єфимками срібними іноземними талерами, які використовували як метал для карбування російської срібної монети та випуску за наказом царя рубля — «єфимка». У 1647 р. на Московському монетному дворі на талерах стирали легенду на іноземній мові та робили в центрі монети надчекан із зображенням царя верхи на коні із списом у руці. До цього часу в Московському царстві було заборонено на ринку використовувати іноземну монету. Основною грошовою одиницею в Росії залишалася срібна копійка. Але вона була досить малим номіналом для великих фінансових операцій і в той же час — великим для покупки дрібних товарів. До того ж її маса постійно зменшувалась. Якщо в XVI ст. вона важила 0,68 г срібла, то в 1630 р. — лише 0,48 г.
Додатковою до польського «злотого» і литовської «копи грошей» була лічильна грошова одиниця у XVII —XVIII ст., що дорівнювала трьом «злотим» або 60 московським копійкам. На відміну від лічильного талера, таку монету називали «талером битим».

### Московська держава
У XVI—XVII ст. в грошовому обігу Московського царства перебували дрібні срібні монети: копійка (0.48 г), деньга (1/2 копійки, 0.24 г) і полушка (1/4 копійки, 0.12 г), при цьому рубль був одиницею лічби. Дрібні монети були незручними у використанні, неохоче використовувались населенням, а на території Гетьманщини і Прибалтики взагалі не визнавались населенням.
У цей період по всій Московській державі до товарно-грошових відносин стали активно залучати привезені в Європи талери, які в Росії називали «єфимками» (перші талери карбувались у місті Йохімсталь. Від назви міста пішла назва монети — єфимок).
У 1654 році вперше в практиці російської монетної справи було вирішено випустити велику монету, яка б замінила собою талери. Оскільки московський рубль зробили рівним за вагою до європейських талерів — 28.3 г, то рубль став дорівнювати 64 копійки, але царський уряд штучно зрівняв його до 100 копійок. Це призвело до зникнення з обігу дрібних монет, що осіли в скарбах, тому у 1655-му карбування рублів було припинене. Замість цього на московському монетному дворі почали робити надкарбування на талерах у вигляді двоголового орла і року випуску (вперше в Росії за літочисленням від Різдва Христова й арабськими цифрами) і випускати ці монети в обіг за справедливою ціною — 64 копійки.
У народі ці монети прозвали «єфимками з признаком». На відміну від рублів 1654 року ці монети населення приймало так само охоче, як і талери, а от на заході «єфимки» не визнавались.
Всього у 1655—1656 роках було випущено понад 1 млн «єфимок з признаком», вони використовувалися до грошової реформи Петра І.